# Lazkao
Lazkao település Spanyolországban, Gipuzkoa tartományban. Lazkao Beasain, Ordizia, Zaldibia, Ataun, Idiazabal és Olaberria községekkel határos. Lakosainak száma 6055 fő (2024).

## Népesség
A település népessége az utóbbi években az alábbiak szerint változott:
| Lakosok száma | 4880 | 5064 | 5123 | 5354 | 5407 | 5465 | 5539 | 5742 | 6007 | 6055 |
|               | 2001 | 2004 | 2006 | 2009 | 2011 | 2014 | 2016 | 2019 | 2021 | 2024 |